# Halowe Mistrzostwa Świata w Lekkoatletyce 1987 – bieg na 3000 m kobiet
Bieg na 3000 metrów kobiet – jedna z konkurencji biegowych rozgrywanych podczas halowych mistrzostw świata w hali Hoosier Dome w Indianapolis. Rozegrano od razu bieg finałowy 7 marca 1987. Zwyciężyła reprezentantka Związku Radzieckiego Tetiana Samolenko. Tytułu zdobytego na światowych igrzyskach halowych w 1985 nie broniła Debbie Scott z Kanady.

## Rezultaty

### Finał
Wystartowało 12 biegaczek.

Opracowano na podstawie materiału źródłowego.
| Miejsce | Zawodniczka       | Czas     | Uwagi       |
| ------- | ----------------- | -------- | ----------- |
| 1       | Tetiana Samolenko | 8:46,52  | CR          |
| 2       | Olga Bondarienko  | 8:47,08  |             |
| 3       | Maricica Puică    | 8:47,92  |             |
| 4       | Krishna Wood      | 8:48,38  | [ 1 ] [ 2 ] |
| 5       | Yvonne Murray     | 8:48,43  |             |
| 6       | Lynn Williams     | 8:50,80  | [ 1 ] [ 2 ] |
| 7       | Leslie Seymour    | 8:54,55  | [ 1 ]       |
| 8       | Elly van Hulst    | 8:57,46  |             |
| 9       | Ingrid Delagrange | 9:19,45  |             |
| 10      | Ena Guevara       | 9:35,64  |             |
| 11      | Lia Melis         | 10:24,79 | [ 1 ] [ 2 ] |
| –       | Brigitte Kraus    | DNF      |             |